# Österreichische Ärztekammer
Die Österreichische Ärztekammer ist die gesetzliche Interessensvertretung der Ärzte in Österreich. Als Landesorganisationen besteht in jedem Bundesland jeweils eine föderale Ärztekammer. Während die Landesärztekammern vorwiegend operative Aufgaben in eigener Verantwortung durchführen, nimmt die Österreichische Ärztekammer strategische Aufgaben wahr.

## Gesetzliche Grundlage
Die Ärztekammern sind durch das Ärztegesetz 1998 eingerichtete gesetzliche berufliche Interessenvertretungen, denen folgende Aufgaben durch das Gesetz zugewiesen sind:
- Besorgung behördlicher Aufgaben, insbesondere bei der Anerkennung von Ausbildungseinrichtungen und der Führung von Disziplinarverfahren
- Öffentlichkeitsarbeit
- Politische Interessenvertretung
- Serviceaufgaben für Mitgliederinteressen
- Soziale Absicherung durch die Wohlfahrtskasse
- Wirtschaftliche Interessenvertretung für die niedergelassenen und angestellten Ärzte

Die Ärztekammerorganisation ist föderalistisch organisiert. Die Landesärztekammern, die für jedes Bundesland eingerichtet sind, und die Österreichische Ärztekammer sind jeweils eigenständige Körperschaften öffentlichen Rechts. Dem Prinzip der Selbstverwaltung folgend bestehen die Organe der Landesärztekammern und der Österreichischen Ärztekammer aus Mitgliedern, die von der Ärzteschaft aus ihrer Mitte gewählt wurden. Organ ist die Österreichische Ärztezeitung.
Zugelassenen Ärzte (mit Ausnahme der zahlenmäßig kleinen Gruppe der Amts-, Militär- und Polizeiärzte) Mitglieder der Landesärztekammern. Die Österreichische Ärztekammer besteht aus den neun Landesärztekammern. Die föderale Struktur äußert sich in der Mitgliederstruktur der Österreichischen Ärztekammer, sondern auch in der Struktur ihrer Gremien. Der Präsident der Österreichischen Ärztekammer muss gleichzeitig Präsident einer der Landesärztekammern sein, Vorstand und Bundeskurienversammlungen der Österreichischen Ärztekammer bestehen aus den jeweiligen Spitzenrepräsentanten der Landesärztekammern und in den wichtigsten Gremien, Vorstand und Vollversammlung, können Beschlüsse generell nur mit Zweidrittelmehrheit gefasst werden.
Die hat neben historischen Gründen vor allem darin ihre Ursache, dass das Gesundheitssystem in Österreich stark auf Ebene der Bundesländer operationalisiert ist. Die Bundesländer sind Regel Rechtsträger der Krankenanstalten und kommen für den größten Teil der Spitalsfinanzierung auf. Die mit größten Krankenversicherungsträger, die Gebietskrankenkassen, bei denen alle unselbstständig Erwerbstätigen versichert sind, sind bundesländerweise strukturiert. Die standeseigenen Versorgungseinrichtungen (Pensions- und Krankenversicherung), die die Macht am Kammerbetrieb haben, sind historisch in den Ländern gewachsen und unterscheiden sich – was Beiträge, Leistungsangebot und versicherungsmathematischen Deckungsgrad anlangt.
Operativen Aufgaben werden von den Landesärztekammern vollzogen, während die Österreichische Ärztekammer überwiegend strategische Aufgaben wahrnimmt.
Die Ärztekammer umfasst nicht nur die niedergelassenen Ärzte als Mitglieder, sondern auch die als Arbeitnehmer tätigen Ärzte (insbesondere in den Krankenanstalten). Entsprechend dieser Zweiteilung sieht das Ärztegesetz auch die Bildung jeweils einer Kurie der niedergelassenen Ärzte und eine Kurie der angestellten Ärzte vor, denen jeweils ein Kurienobmann vorsteht.
Wie auch bei den anderen Kammern, besteht in der Ärztekammer eine Pflichtmitgliedschaft. Die Organe der Ärztekammer werden nach dem Prinzip der Selbstverwaltung bestellt. Im eigenen Wirkungsbereich, in den der größte Teil der Aufgaben der Österreichischen Ärztekammer und alle Aufgaben der Landesärztekammern fallen, sind die Kammern weisungsfrei von staatlichen Organen und lediglich einer Rechtsaufsicht bzw. seit 1997 der Kontrolle des Rechnungshofs unterworfen. Die Rechnungshofkontrolle ist bei Kammern wesentlich eingeschränkter als bei staatlichen Organen und bezieht sich nicht auf die in Wahrnehmung der Interessenvertretung gefassten Beschlüsse (§ 20a Abs. 1 Rechnungshofgesetz).

## Präsidenten
Präsidenten der Ärztekammern in den Bundesländern sind:
- Ärztekammer für das Burgenland: Christian Toth[2]
- Ärztekammer für Kärnten: Markus Opriessnig[3]
- Ärztekammer für Niederösterreich: Harald Schlögel[4]
- Ärztekammer für Oberösterreich: Peter Niedermoser
- Ärztekammer für Salzburg: Matthias Vavrovsky[5]
- Ärztekammer für die Steiermark: Michael Sacherer[6]
- Ärztekammer für Tirol: Stefan Kastner[7]
- Ärztekammer für Vorarlberg: Burkhard Walla[8]
- Ärztekammer für Wien: Johannes Steinhart[9]

## Geschichte
Die ersten Ärztekammern wurden in Österreich im Jahr 1891 – allerdings mit vergleichsweise dürftigen Aufgaben – geschaffen. Die österreichischen Ärztekammern funktionierten bis zum 1. Mai 1938. Mit diesem Tag wurden die Bestimmungen der deutschen Reichsärzteordnung auch in Österreich in Geltung gesetzt und die österreichischen Ärztekammern aufgelöst. An deren Stelle trat die Reichsärzteführung mit dem Sitz in München. Nach dem Ende des Zweiten Weltkriegs blieben aufgrund des § 2 des Rechtsüberleitungsgesetzes die in Betracht kommenden deutschen Verwaltungsgesetze noch in Kraft, doch bildeten sich in allen Bundesländern in Anlehnung an die Vorschriften des österreichischen Ärztekammergesetzes aus dem Jahr 1891 vorläufige Standesvertretungen der Ärzte, die dann im Wesentlichen durch das österreichische Ärztegesetz vom 30. März 1949 legalisiert wurden. Mit diesem Gesetz, der Stammfassung des modernen österreichischen Ärztegesetzes, wurde erstmals auch eine gemeinsame Dachorganisation in Form der Österreichischen Ärztekammer zur Vertretung der gemeinsamen Interessen der Landesärztekammern eingerichtet.
Zu einer Neustrukturierung der Ärztekammern kam es durch das Ärztegesetz 1998, mit dem für die spezifischen Belange der angestellten, niedergelassenen und Zahnärzte eigene Organe, die Kurienversammlungen, eingerichtet und der Kammervorstand auf Agenden beschränkt wurde, die mehr als eine Gruppe betreffen.
Ab 1. Jänner 2006 sind die Zahnärzte aus den Ärztekammern ausgeschieden, da mit dem neuen Zahnärztekammergesetz eine eigene Österreichische Zahnärztekammer errichtet wurde. Da die Schaffung eigener Versorgungseinrichtung für die Zahnärzte als nicht sinnvoll erachtet wurde, verblieben die Zahnärzte auch weiterhin in den Versorgungseinrichtungen der Landesärztekammern.
Im September 2023 kam es bei einer Kuriensitzung der Wiener Ärztekammer zu Auseinandersetzungen, die mit dem Abbruch der Sitzung endeten. Kurienobmann Erik Randall Huber schaltete die MA 40 als Aufsichtsbehörde ein.

### Präsidenten der Österreichischen Ärztekammer

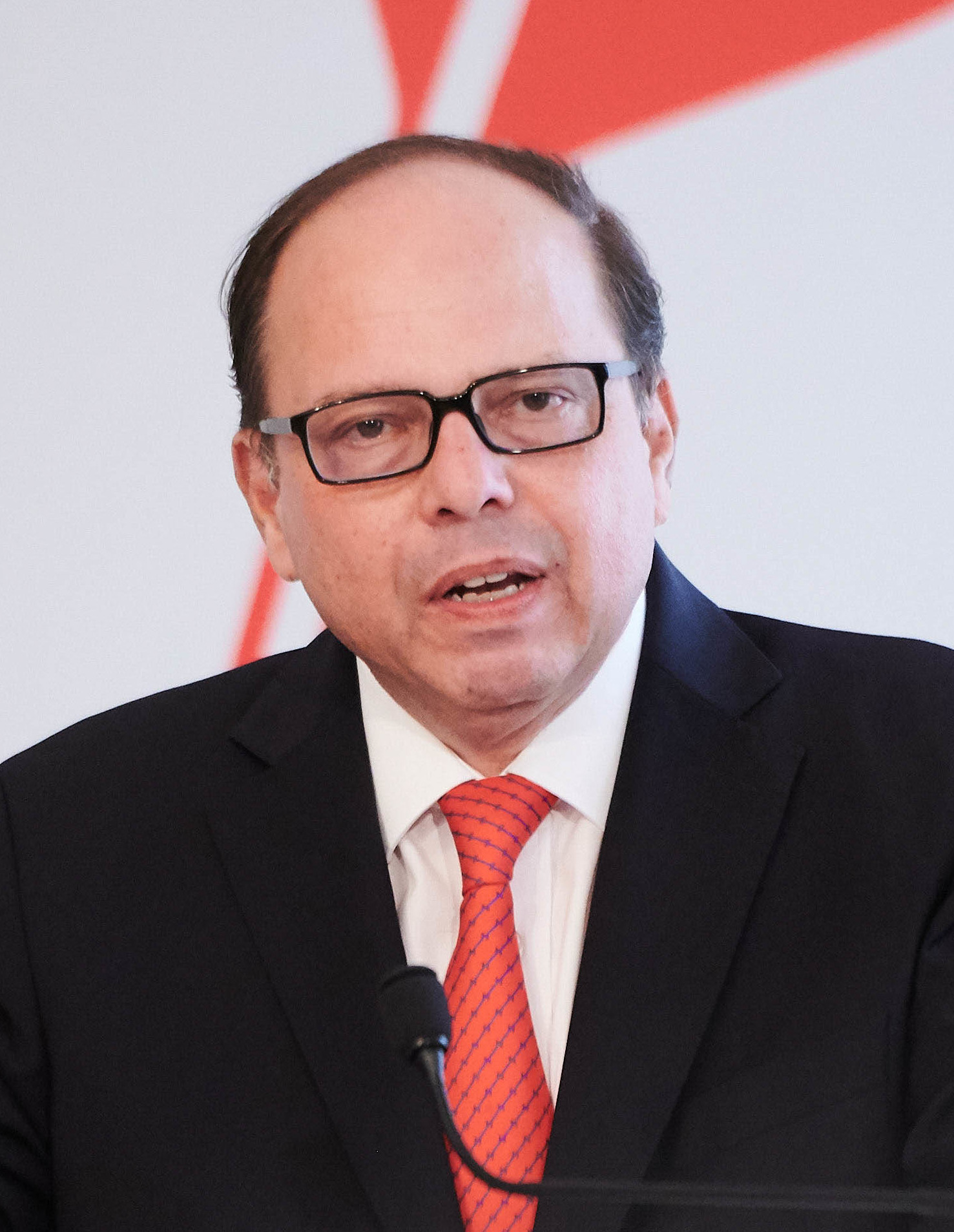
Thomas Szekeres (2020)

- 1949–1953: Wilhelm Demuth
- 1953–1956: Karl Niederberger
- 1956–1961: Konrad Eberle
- 1961–1963: Karl Ossoinig
- 1963–1968: Ladislaus Mikula
- 1968–1974: Friedrich Daume
- 1974–1986: Richard Piaty
- 1986–1999: Michael Neumann
- 1999–2003: Otto Pjeta
- 2003–2007: Reiner Brettenthaler
- 2007–2012: Walter Dorner
- 2012–2017: Artur Wechselberger
- 2017–2022: Thomas Szekeres
- seit 2022: Johannes Steinhart[15]